# Camponotus varus
Camponotus varus är en myrart som beskrevs av Auguste-Henri Forel 1910. Camponotus varus ingår i släktet hästmyror, och familjen myror. Inga underarter finns listade.